# 球桿毛蕨
球桿毛蕨（学名：Nesopteris thysanostoma）为膜蕨科假脉蕨属下的一个种。